# Baronia de Cruïlles

Escut d'armes de la casa dels Cruïlles. De gules, sembrat de creuetes d'argent.

La baronia de Cruïlles és una jurisdicció senyorial (que comprenia la vila de Cruïlles, al Baix Empordà, i els seus actuals agregats de Sant Joan de Salelles, de Santa Pellaia i de Sant Cebrià dels Alls). Pertanyent des del segle xi al llinatge Cruïlles, al segle xiii s'uní per matrimoni a la baronia de Peratallada i es va traslladar la capital de les possessions dels Cruïlles a aquesta darrera vila. Les possessions comprenien els pobles de Canapost, Peralta, Begur, Esclanyà i Regencós. Els seus dominis eren també coneguts com a baronia de Peratallada. El títol fou confirmat el 1468 a Bernat Gilabert II de Cruïlles i d'Oms. A la seva mort el 1495 passà successivament als Quadres, als Vilarig i als Rajadell, que es cognomenaren de Cruïlles o de Cruïlles de Peratallada. El 1899 passà a una branca dels Vedruna, de Barcelona, que prengueren el mateix cognom. Fou rehabilitat com a títol del Regne per Felip de Cruïlles de Peratallada i Pujol de Pastor, el 31 de maig de 1924.
|       | Titular                                                   | Període        |
| ----- | --------------------------------------------------------- | -------------- |
| I     | Gilabert de Cruïlles de Peratallada i Dionís de Cespel    | ??-1348        |
| II    | Gilabert de Cruïlles i de Mallorca                        | 1348-1395      |
| III   | Jofre Gilabert de Cruïlles i de Puigpardines              | 1395-1421      |
| IV    | Bernat Gilabert de Cruïlles i de Cervello                 | 1421-1448      |
| V     | Bernat Gilabert de Cruïlles i d'Oms                       | 1448-1495      |
| VI    | Joan de Cruïlles, òlim de Quadres i de Cruïlles           | 1495-1557      |
| VII   | Blanca de Cruïlles, òlim de Quadres i Bret                | 1557-1563      |
| VIII  | Violant de Cruïlles, òlim de Vilarig i de Quadres         | 1563-1580      |
| IX    | Francesc de Cruïlles de Peratallada-Rajadell i de Vilarig | 1580-1638      |
| X     | Joan de Cruïlles de Peratallada-Rajadell i de Xetmar      | 1638-1679      |
| XI    | Lluís de Cruïlles de Peratallada-Rajadell i de Gelpí      | 1679-1705      |
| XII   | Joan de Cruïlles de Peratallada-Rajadell i de Colomer     | 1705-1742      |
| XIII  | Felip de Cruïlles de Peratallada-Rajadell i de Peguera    | 1742-1798      |
| XIV   | Felipe de Cruïlles de Peratallada i de Despujol           | 1798-1862      |
| XV    | Manuel Cruïlles de Peratallada i de Sagarra               | 1862-1889      |
| XVI   | Ricard Cruïlles de Peratallada i de Vedruna               | 1889-1911      |
| XVII  | Felipe de Cruïlles de Peratallada i Pujol de Pastor       | 1911-1950      |
| XVIII | Santiago de Cruïlles de Peratallada i Bosch               | 1950-1999      |
| XIX   | Felip Maria de Cruïlles de Peratallada i Ventosa          | 2000-2008      |
| XX    | Susanna Cruïlles de Peratallada i Jaumandreu              | titular actual |